# 13624 Abeosamu
13624 Abeosamu eller 1995 UO3 är en asteroid i huvudbältet som upptäcktes den 17 oktober 1995 av den japanske amatörastronomen Tomimaru Okuni vid Nanyō-observatoriet. Den är uppkallad efter amatörastronomen Osamu Abe.
Asteroiden har en diameter på ungefär 3 kilometer.